# Гражевич, Иосиф Фомич
Иосиф Фомич Гражевич (9 марта 1906, Симферополь — 9 декабря 1971, Москва) — генерал-майор вооружённых сил СССР, генерал бригады Народного Войска Польского.

## Биография
Получил начальное образование, служил в РККА с апреля 1921 года по май 1923 года. На постоянной службе с 1927 года. В 1930 году окончил 1-ю Советскую объединённую военную школу РККА имени ВЦИК, в 1938 году окончил Военную академию имени М. В. Фрунзе. 24 июня 1938 года был уволен из армии в звании капитана РККА, позже восстановлен в армии.
Участник Великой Отечественной войны: сражался на Карельском, Ленинградском, Волховском и 1-м Украинском фронтах. Командовал 1064-м стрелковым полком 281-й стрелковой дивизии 8-й армии Ленинградского фронта, участвовал в августе 1941 года в обороне Таллинского шоссе от 6-й танковой дивизии с фронта и 36-й моторизованной дивизии с фланга. В ноябре 1941 года на Карельском фронте получил лёгкое осколочное ранение в голову, в марте 1942 года был ранен в правую руку на Ленинградском фронте. Занимал должность начальника оперативного отдела по ВПУ 54-й армии Ленинградского фронта.
7 апреля 1944 года был делегирован в Народное Войско Польское в звании подполковника, был заместителем командира 4-й Померанской пехотной дивизии имени Яна Килинского с 15 апреля по октябрь 1944 года, некоторое время командовал 12-й пехотной дивизией в октябре — ноябре 1944 года. С 21 ноября 1944 по июнь 1946 года командовал 8-й Дрезденской пехотной дивизией 2-й Польской армии, участник сражений на Нисе и в Чехословакии. 26 августа 1944 года произведён в полковники,14 декабря 1945 года - в бригадные генералы Народного Войска Польского.
8-я Дрезденская пехотная дивизия 2-й Польской армии отличилась во время переправы через р. Нейсе (Ныса Лужицкая) южнее Ротенбурга и в последующем наступлении на Дрезден. Во время сражений под Баутценом дивизия была основой обороны 2-й Польской армии.
После войны — участник операций МВД Польши против УПА в горах Бещадах. 9 июля 1946 года вернулся в расположение ВС СССР. Награждён советскими орденами Красного Знамени в 1943 и 1945 годах (указ от 9 июня 1945 года), орденом Красной Звезды в 1944 году и медалью «За оборону Ленинграда», а также польскими орденами «Virtuti Militari» V степени (1945), Возрождения Польши IV степени (1945), «Крест Грюнвальда» III степени (1945) и Золотым Крестом Заслуги (1946).

### На русском
- Колобанов З.Г. Время танковых засад. — Яуза-каталог, 2017. — ISBN 978-5-9909915-5-2.

### На польском
- Janusz Królikowski. Generałowie i admirałowie Wojska Polskiego 1943-1990. — Toruń, 2010. — Т. I: A-H.
- Dariusz Faszcza. 12 Szczecińska Dywizja Zmechanizowana. 70 lat służby na Pomorzu Zachodnim (1945-2015). — Warszawa: Wojskowe Centrum Edukacji Obywatelskiej, 2015. — ISBN 978-83-63755-75-1.
- Maciej Szczurowski. Dowódcy Wojska Polskiego na Froncie Wschodnim 1943-1945. Słownik biograficzny. — Pruszków: Oficyna Wydawnicza "Ajaks", 1996.
- P.P. Wieczorkiewicz. Łańcuch śmierci. Czystka w Armii Czerwonej 1937-1939. — Warszawa: Rytm, 2003.
- Память народа